# Collision aérienne de Ioukhnov
La collision aérienne de Ioukhnov s'est produite le 23 juin 1969 lorsqu'un Iliouchine Il-14M, opérant sous le nom de vol Aeroflot 831, un vol passager régulier reliant l'aéroport de Moscou-Bykovo à l'aéroport de Simferopol, en Crimée, est entré en collision en plein vol avec un Antonov An-12BP de l'armée de l'air soviétique au-dessus de l'oblast de Kalouga, en RSFS de Russie (Union soviétique). Les 120 occupants des deux avions ont péri dans l'accident,.

## Aéronefs impliqués

### Vol 831 d'Aeroflot
L'avion est un Iliouchine Il-14M immatriculé CCCP-52018 opérant sous une compagnie ukrainienne filiale d'Aeroflot. Au moment de l'accident, l'avion totalise 24 653 heures de vol,,. Cinq membres d'équipage et 19 passagers ont pris place à bord du vol 831. L'équipage du cockpit comprend le capitaine Gueorgui Pavlenko et copilote Viktor Pavlovich Bouïanov.

### Antonov An-12BP de l'armée de l'air soviétique

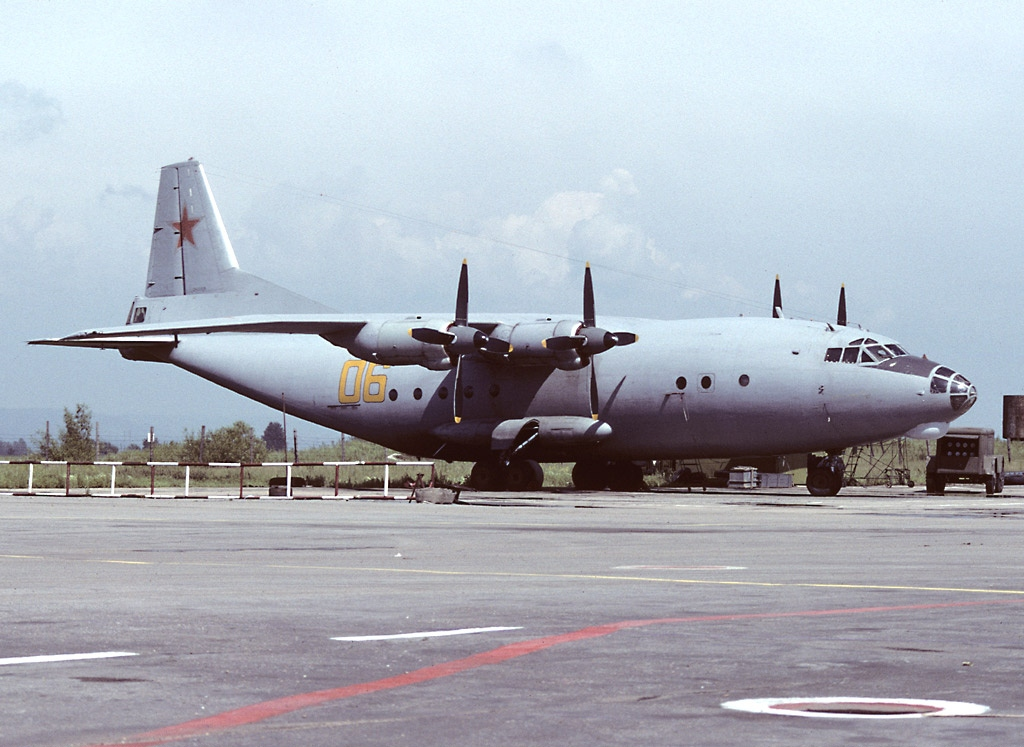
Un Antonov An-12BP de l'armée de l'air soviétique, similaire à celui impliqué dans la collision.

L'Antonov An-12BP appartenant à l'armée de l'air soviétique impliqué dans l'accident (indicatif 08525) fait partie d'une formation de quatre avions démontrant des manœuvres de vol tactiques au ministre de la Défense, Andreï Gretchko. Deux des aéronefs transportent du matériel ; les deux autres, dont celui impliqué dans le crash, transportent des parachutistes du 108e régiment de la 7e division d'assaut aéroporté de la Garde. Cinq membres d'équipage de conduite et 91 parachutistes se trouvent à bord de l'avion. L'équipage du poste de pilotage est composé des pilotes suivants : le major Alexeï Riabtsev, le sous-lieutenant Vladimir Priplov et le capitaine Nikolaï Mikhailovitch Masliouk.

## Détails de l'accident
À 13 h 25, l'An-12 impliqué dans l'accident (indicatif 08525) décolle de la base aérienne de Kėdainiai. Il est le dernier de la formation composée de quatre aéronefs à décoller. Les quatre An-12 décollent à des intervalles de 8 à 10 minutes et maintiennent des altitudes comprises entre 3 000 et 3 600 mètres.
À 14 h 07, l'Iliouchine Il-14 décolle de l'aéroport de Bykovo et grimpe à l'altitude assignée de 2 700 mètres.
À 14 h 40 min 55 s, l'équipage de l'Il-14 contacte le contrôle de la circulation aérienne et demande l'autorisation de monter à 3 300 mètres en raison de fortes turbulencess et de cumulus. En raison de la présences des An-12 volant à 3 000 mètres, le contrôleur propose une baisse d'altitude, mais les pilotes de l'Il-14 déclinent la propositions car ceux-ci estiment que la turbulence pourrait empirer à une altitude inférieure.
À 14 h 50 min 17 s, l'An-12 passe au-dessus de Ioukhnov et bascule sur une autre fréquence, un nouveau contrôleur confirme que l'avion militaire vole à l'altitude de 3 000 mètres.
À 14 h 52, les deux avions entrent en collision au-dessus de Ioukhnov. L'An-12 est localisé à la position 106-121° à la vitesse de 500 à 529 km/h ; l'Il-14 est localisé à la position 235-245° à la vitesse de 324 à 360 km/h. L'avion a d'abord heurté les extrémités de l'aile (winglet) ; puis le nez de l'An-12 est entré en collision avec le stabilisateur horizontal droit de l'Il-14. L'An-12 a perdu les moteurs de l'aile droite et de l'aile droite à cause de l'impact, ce qui a fait tournoyer l'avion jusqu'au sol. L'Il-14 a perdu une partie de l'aile droite et la partie supérieure du fuselage. L'An-12 s'est écrasé dans un champ près du village de Vypolzovo et l'Il-14 s'est écrasé près du village de Trinity. Les aéronefs sont tombés à environ 3 800 mètres l'un de l'autre. Les 120 personnes à bord des deux avions ont péri,.

## Causes
L'enquête sur l'accident révèlent que les pilotes de l'Ilyushin Il-14 ont désobéi aux instructions du contrôle de la circulation aérienne et sont montés à l'altitude de 3 000 mètres pour éviter les nuages et les turbulences, zone de vol de la formation aérienne. La collision s'est produite à une altitude de 2 910 à 2 960 mètres, l'Il-14 aurait dû voler à une altitude de 2 700 mètres. Les pilotes de l'An-12 se sont également avérés coupables d'avoir volé légèrement en dessous de leur altitude assignée de 3 000 mètres,.

## Mémorial

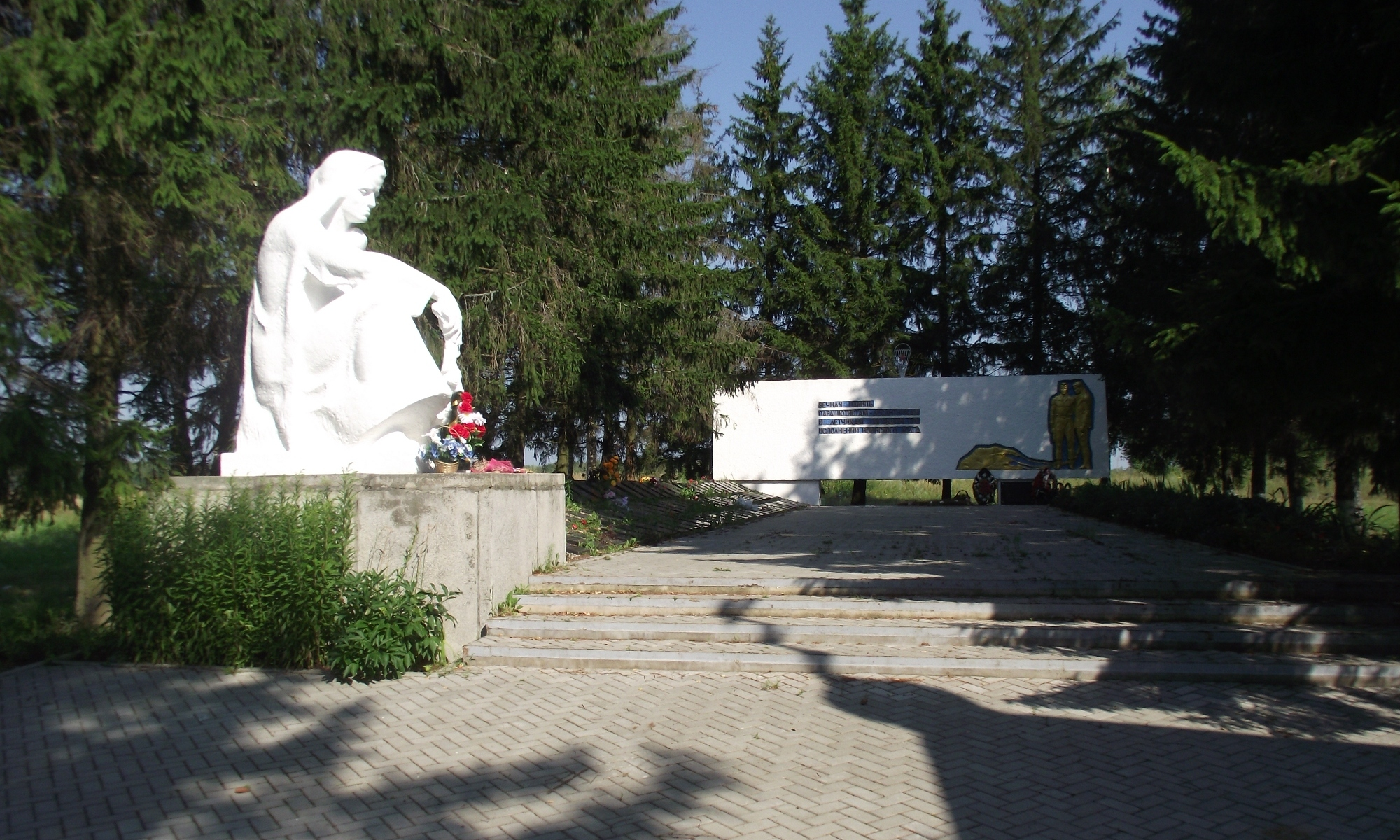
Mémorial des soldats tués dans l'accident.

Vassili Marguelov, commandant des forces aéroportées et général de l'armée, décide la construction d'un mémorial à la mémoire des soldats tués dans l'accident. Un total de 250 000 roubles sont collectés pour la construction d'un monument. Un an après la catastrophe, le mémorial est construit sur le site du crash de l'An-12. Le monument, conçu par Evgueni Voutchetitch, représente une mère et un parachutiste agenouillés et contient l'inscription : « Mémoire éternelle aux héros-parachutistes et pilotes ». À côté du monument se trouve une plate-forme avec 96 dalles de marbre, chacune avec le nom d'un soldat tué dans l'accident.
Sur le site du crash de l'Iliouchine Il-14, un monument a été érigé en l'honneur des pilotes et des passagers.